# Inversão de redes
Em eletricidade, inversão de redes é um sistema de comando e manobra normalmente aplicado em unidades consumidoras alimentadas por duas ou mais redes elétricas distintas.
Suponhamos, uma residência alimentada por uma rede elétrica pública, tendo um gerador particular como fonte de energia alternativa. Em caso de haver corte (interrupção) no fornecimento da rede pública (causada pela manutenção ou falhas), surge a necessidade de utilizar o gerador particular, até que se resolva o problema da outra rede. Sem o sistema de inversão de redes, seria necessário o operador isolar (desligar) a sua instalação da rede com avaria, para ligá-la à fonte alternativa (gerador). Depois de superado o problema da rede pública, seria necessário o operador trocar a alimentação da instalação, isto é, do gerador para rede pública. Se não haver cuidado neste processo é possível a ocorrência de um curto-circuito, se as duas redes alimentarem simultaneamente a mesma instalação. Daí a inversão de redes visa minimizar o esforço do operador, garantindo comodidade, bem como a segurança da própria instalação.
A inversão de redes pode ser manual ou automática, sendo cada uma com características diferentes da outra.

## Inversão manual
A inversão manual é o sistema que usa uma chave denominada inversor de rede manual ou chave de transferência manual.
O inversor de rede manual é considerado como dispositivo mais simples, sendo que, para sua operação é necessário a intervenção de um operador para realizar a comutação de uma fonte de energia por outra.
O dispositivo é constituído por dois interruptores comandados manualmente por uma chave seletora, e um encravamento mecânico.
A função do encravamento é de impedir a ligação paralela das duas redes, ou seja, permite fazer com que apenas seja possível alimentar a instalação com uma das duas redes.  Quanto ao tipo e configuração do inversor, a inversão manual pode ser, de comando por manipulo (inversor com configuração parecida a de um disjuntor); de comando rotativo (inversor com chave seletora rotativa, que pode ser comutada em três posições: 1-0-2; onde 1 é a entrada de fonte  primária, 0 posição neutra, onde realiza-se o corte omnipolar, e 2 é a entrada da fonte secundária); entre outros tipos.

## Inversão automática
A inversão automática é feita utilizando dois contatores, sendo um para cada fonte, ou a ATS (Automatic Transfer Switches, que significa chave de transferência automática). 
Usando contatores, o eletricista monta o sistema de forma que entre os dois contatores  haja o intertravamento, que evita o funcionamento simultâneo dos mesmos.  Neste caso, quando houver corte no fornecimento da rede pública, o gerador particular poderá arrancar automaticamente, e quando haver restabelecimento no fornecimento da mesma rede pública, o gerador poderá parar de funcionar automaticamente.